# Mont-roig del Camp
Mont-roig del Camp är en kommun och ort i Spanien.   Den ligger i provinsen Província de Tarragona och regionen Katalonien, i den östra delen av landet, 400 km öster om huvudstaden Madrid. Antalet invånare är 12 702.
Terrängen runt Mont-roig del Camp är platt åt sydost, men åt nordväst är den kuperad.  Närmaste större samhälle är Reus, 14,6 km nordost om Mont-roig del Camp. Runt Mont-roig del Camp är det i huvudsak tätbebyggt.